# Pemalang
Pemalang este un oraș din Indonezia. Are aproximativ 187.000 de locuitori.